# Jaksmanice
Jaksmanice est une localité polonaise de la gmina de Medyka, située dans le powiat de Przemyśl en voïvodie des Basses-Carpates.